# Ozero Vjachovo
Ozero Vjachovo (ryska: Озеро Вяхово) är en sjö i Belarus.   Den ligger i voblasten Mahiljoŭs voblast, i den centrala delen av landet, 150 km sydost om huvudstaden Minsk. Ozero Vjachovo ligger 131 meter över havet. Arean är 0,41 kvadratkilometer. Den sträcker sig 0,9 kilometer i nord-sydlig riktning, och 0,7 kilometer i öst-västlig riktning.
Omgivningarna runt Ozero Vjachovo är en mosaik av jordbruksmark och naturlig växtlighet. Runt Ozero Vjachovo är det ganska tätbefolkat, med 83 invånare per kvadratkilometer.